# 椿貞雄
椿 貞雄（つばき さだお、男性、1896年2月10日 - 1957年12月29日）は、大正から昭和にかけて活動した洋画家。

## 来歴・人物
1896年（明治29年）、山形県米沢市に生まれる。椿家の先祖は御館の乱にて上杉景虎方として戦った椿喜介。米沢藩では御扶持方(下士階級)の家柄であり、また分家は芸者組(下士階級)に組する芸能・芸術に明るい家系であった。医師を目指し早逝した長兄の影響で画家を志すようになった。1914年（大正3年）に山形県立米沢中学校を中退して上京し、岸田劉生の個展を見て衝撃を受け、彼に会いに行こうと決意した。自作の油絵を携えて劉生の自宅に向かい、ここで自画像を褒められたことから、劉生との交流が始まる。椿は生涯劉生に師事し、劉生の画風に強く影響されながら作品を制作した。
武者小路実篤をはじめとする白樺派のヒューマニズムに影響を受けた劉生は「油絵という西欧伝来の画法を用いて日本人の心を描く」という理想を抱いていた。椿はその理想に共鳴し、1915年、劉生とともに草土社の結成に参加する。草土社の画家たちは草や土までを克明に描き出すことで「内なる美」を描くことを目指しており、この頃の椿の代表作に『冬枯れの道』がある。この後も春陽会、大調和会と画壇ではつねに劉生と行動をともにした。1917年劉生が結核の療養目的で神奈川県鵠沼に転居すると自らもそこに移り住み、頻繁に互いの家を往き来した。
1920年頃より劉生は東洋絵画に強い関心を抱き、日本画の制作も行った。椿も日本画制作を開始し、代表作には『冬瓜図』がある。また、劉生の『麗子像』に影響されて幼女をデロリの表現を取り入れながら描く『童女像 (毛糸の肩掛をした菊子)』などの作品を発表した。
1926年、船橋尋常高等小学校の図画教師として採用されたことで千葉県船橋市に転居。
1927年、慶應義塾幼稚舎の図画教師として勤務。
1929年に劉生が亡くなると椿はひどく悲しみ、制作に行き詰まるほどの状態となった。心配した周囲のものに洋行を勧められ、パリで個展を開催した。帰国後は劉生の影響を感じさせないのびのびとした作風となり、日本の雄大な自然を明るくおおらかな作品に仕上げた『桜島』などの作品を描いた。また、『祖母と孫』に代表される孫を温かい眼差しで描いた作品も多く残しており、「愛情の画家」とも評されている。
1957年、千葉県船橋市で亡くなる。享年61歳。墓所は船橋市西福寺。